# 瘦瓶杂斑螺
瘦瓶杂斑螺（学名：Subzebrinus macroceramiformis）为艾纳螺科杂斑螺属的动物，是中国的特有物种。

## 分佈
分布于中国的四川省及西北各地，生活环境为陆地，主要生活于山区谷地、丘陵林带潮湿的灌木草丛中、石块落叶下以及石缝中。